# Latinsko-faliskički jezici
Latinsko-faliskički jezici (privatni kod: lafa) jest skupina izumrlih italskih jezika indoeuropske porodice kojima su govorila plemena Latina i Faliska u središnjoj Italiji. 
Latinski se očuvao kao crkveni jezik Vatikana, a današnji broj govornika nije poznat. Drugi je jezik ove skupine faliskički koji se rabio u gradu Falerii, današnja Civita Castellana u provinciji Viterbo.

## Vanjske poveznice
- Ethnologue (14th)
- Ethnologue (15th)
- Ethnologue (16th)
- Latino-Faliscan  Arhivirana inačica izvorne stranice od 30. ožujka 2012. (Wayback Machine)